# Гриппозный энцефалит
Гриппозный энцефалит — гриппозная инфекция веществ головного мозга, обусловленное проникновением вируса гриппа из отдалённых очагов инфекции.

## Причины
- Проникновение вируса гриппа в мозг из отдалённых очагов инфекции.

## Симптомы
- Умеренная или сильная цефалгия;
- Высокая температура;
- Ломота в теле;
- Слабость.

## Осложнения
- Сепсис;
- Присоединение вторичной бактериальной инфекции[2].

## Лечение
Обращаться к врачу и получить своевременное лечение.